# فوجی‌فیلم فاین‌پیکس اس۱۸۰۰
فوجی‌فیلم فاین‌پیکس اس۱۸۰۰ (به انگلیسی: Fujifilm Finepix S1800) یک دوربین عکاسی ساخت شرکت فوجی‌فیلم است.